# Isabeau
Isabeau és una òpera en tres actes de Pietro Mascagni segons un llibret de Luigi Illica, estrenada el 2 de juny de 1911 al Teatro Colón de Buenos Aires. Es tracta d'una nova versió de la llegenda medieval anglesa de Lady Godiva.

## Origen i context
És la tercera i última òpera de Mascagni, composta sobre un llibret de Luigi Illica, després d'Iris (1898) i Le Maschere (1901). Al mateix temps, és la desena de les setze òperes de Pietro Mascagni, i és la més peculiar. Un cop més, el compositor s'havia deixat imposar un llibret inspirat en un tipus de literatura aliè a la seva sensibilitat, i per obviar aquesta manca de sintonia cultural va recórrer, com en Iris, a un llenguatge musical carregat de novetats harmòniques estranyes.
Entre 1903 i 1904, Illica va escriure un llibret sobre un tema medieval, titulat Isabeau, agafant la llegenda de Lady Godiva com a punt de partida, sense tenir cap compositor al cap. Al cap d'un temps, el va oferir a Bossi, Puccini i Franchetti, sense que hi mostressin gens d'interès. El 1908, el presenta a Mascagni i aquest, interessat, hi comença a treballar, veient-hi el vehicle ideal per a la seva creativa autorenovació, i un renaixement amb vestidura musical moderna del romanticisme que va inspirar gran part de l'òpera italiana. Però, al mateix temps, assumeix la direcció de l'Òpera de Roma i, per tant, no és fins al 1910 que la partitura comença a agafar forma.
Illica i Mascagni varen teixir una història original que requeria música de proporcions simfòniques, amb una atmosfera musical arcaica i molt original. Les qüestions de l'escala varen causar a Mascagni considerable angoixa, així com l'economia de l'òpera del seu temps, que requeria la reducció de l'orquestra extravagant.
Mascagni va dir: "em sembla que el verisme en l'òpera, del qual abans vaig ser un apassionat seguidor, va tenir el seu moment; no crec en el classicisme de les tragèdies gregues o romanes, i encara menys en el simbolisme dels conceptes filosòfics; per això, he tornat al romanticisme, en el sentit que aquest terme va tenir cinquanta anys enrere: aquest romanticisme que es va manifestar amb la reevocació imaginària i sentimental d'una edat mitjana, orgullós i suau, amarg i cavallerós, apassionat i cruel." Efectivament, Isabeau no té res a veure amb el verisme.

## Representacions
Isabeau s'estrenà a Buenos Aires durant una llarga gira del compositor per Sud-amèrica. Les entrades durant la gira eren virtualment impossibles d'obtenir, i el clamor que envoltava l'estrena d'Isabeau va crear condicions perilloses en la proximitat de l'òpera. La policia va tenir dificultats per a mantenir l'ordre, i fins i tot la representació va haver de ser retardada durant una hora.

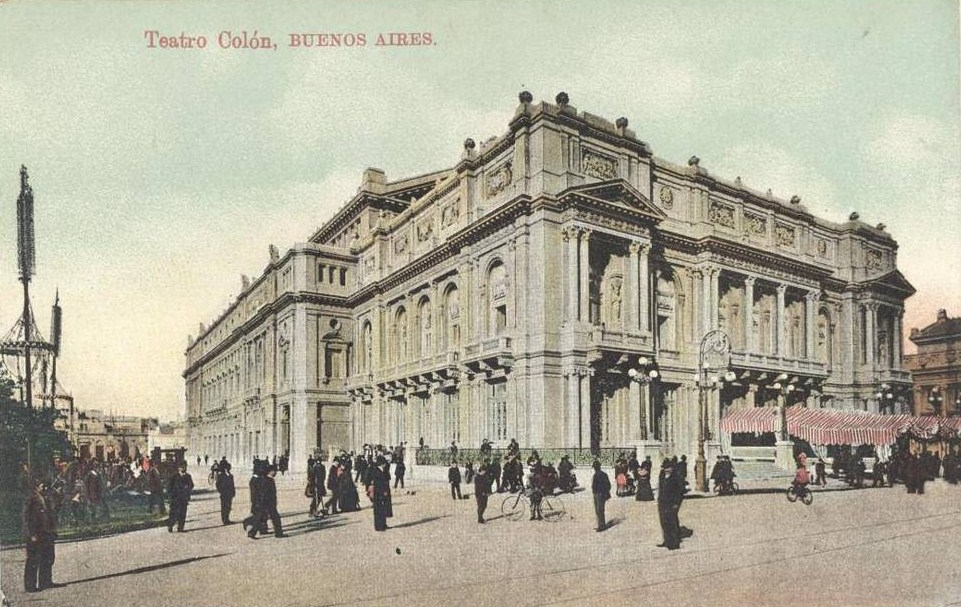
El Teatro Colón de Buenos Aires a l'època en què es va estrenar Isabeau

En acabar, l'ovació va continuar durant aproximadament trenta minuts, i era especialment intensa per a Mascagni i Farneti (la soprano protagonista). La Gazzetta dei Teatri, el 20 de juliol deia: "Ella (Farneti) va estar incomparable i, especialment al final, ho conqueria tot amb la seva bonica veu, especialment en el duet d'amor amb Folco. Els aplaudiments va ser extraordinaris."
Tanmateix, Mascagni, en una carta a la seva amiga Anna Lolli, datada el 10 de juliol de 1911, escrivia: "M'hauria agradat de veure-la en l'estrena italiana de la meva nova òpera, però ara no n'estic tan segur; el paper és realment massa dur per a la seva veu. El tercer acte excedeix la seva capacitat vocal."
De fet, l'estrena italiana a La Scala, interpretada per Adelina Agostinelli, amb Bernardo de Muro, va tenir fins a divuit funcions. Els crítics eren unànimes en els elogis de l'òpera, però admetien que la música era extremadament difícil per als cantants. La premsa deia que Isabeau era el treball més gran del compositor de Livorno. Il Diario deia: "És una òpera d'art veritable, una òpera d'idees, en la qual el temperament artístic del compositor s'expressa en una fantasia que recorda l'esperit artístic de Debussy i el poder dramàtic de Salomé (Strauss)."
Amb Rosa Raisa en el paper principal, el 2 de novembre de 1918 la Chicago Opera Company va produir Isabeau a l'Auditorium de Chicago. La mateixa companyia la va representar al Lexington Theatre de Nova York el 13 de febrer de 1919.

## Rols
| Rol                         | Veu     | Elenc de l'estrena el 2 de juny de 1911 (director: Mascagni) |
| --------------------------- | ------- | ------------------------------------------------------------ |
| Rei Raimondo                | baix    | Carlo Galeffi                                                |
| Isabeau, la seva filla      | soprano | Maria Farneti                                                |
| Cornelius, ministre del rei | baríton | Giuseppe La Puma                                             |
| Folco, un falconer          | tenor   | Antonio Saludas                                              |
| Ermyntrude                  | soprano | Olga Simzis                                                  |
| Ermyngarde                  | soprano | Amalia Columbo                                               |
| Giglietta                   | soprano | Maria Pozzi                                                  |
| el cavaller Faidit          | baríton | Teofilo Dentale                                              |
| l'herald major              | baix    | Filippo Biancofiore                                          |

## Argument

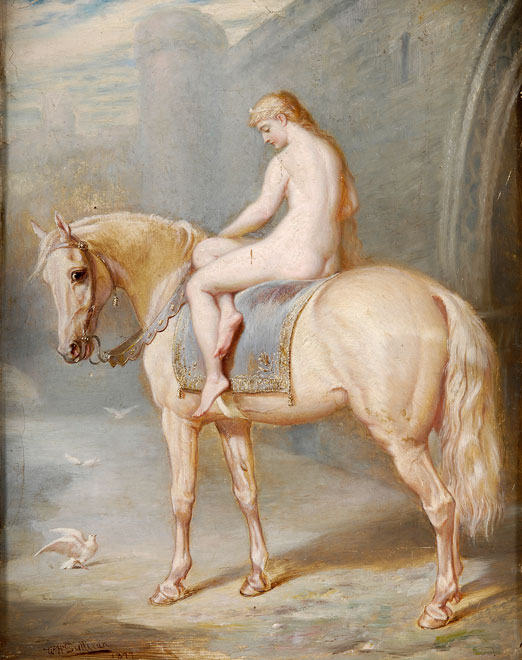
Lady Godiva per William Holmes Sullivan (1877)

En la versió d'Illica de la història de Godiva, l'heroïna, Isabeau, és coneguda tant per la seva bellesa com per la seva resistència al matrimoni. El seu pare, el rei Raimondo, desitjós d'aconseguir un espòs per la seva filla, arregla un torneig d'amor, i el premi era la mà d'Isabeau, que seria lliurada al cavaller que l'honrés amb la seva victòria. Desafortunadament, ella els rebutja a tots. A causa de la seva obstinació i la seva intervenció en una baralla, Raimondo la condemna a cavalcar sense roba per tot el poble durant el migdia d'aquesta mateixa data. A causa de l'entusiasme del poble, el rei modifica la seva sentència, però només per afegir que mentre ella cavalqui ningú ha de romandre en els carrers o mirar cap a fora per les finestres.
Enlluernat per la bellesa d'Isabeau, un jove escampa flors pel camí mentre ella s'acosta cavalcant sola. A causa de la seva injúria, el poble demana que caigui sobre Folco tot el pes de la llei per haver desobeït una ordre reial, la qual cosa implicava la pèrdua de la vista i la mort.
Isabeau, horroritzada per l'acte de Folco, el visita en persona. La seva repulsió es converteix en amor i decideix informar el seu pare que ja està a punt per casar-se. Però el canceller incita el poble perquè es dugui a terme la sentència de mort; en un acte de desesperació, Isabeau se suïcida.

## Moments més cèlebres
L'òpera presenta algunes de les àries més intrigants i boniques per a tenor: Non colombelle !... Tu ch'odi lo mio grido (també coneguda com la cançó dels falcons) i E passera la viva creatura. També destaquen:
- Se questo mio candor - ària d'Isabeau (primer acte)
- O Reginotta, gli angeli del cielo - duo de les dames (segon acte)
- I tuoi occhi - duo de Folco i Isabeau (segon acte)
- O popolo di villi! - monòleg de Folco (segon acte)

## Anàlisi musical
Mascagni va escriure "L'amico Fritz" en un estil més lliure, allunyat dels aspectes tradicionals de format operístic, amb música que pot ser grandiosa i delicada alhora, i que requereix dels millors actors. El compositor, malgrat les crítiques, va crear una riquesa orquestral i varietat harmònica, com es pot veure en l'intermezzo del seu últim treball.